# Пеликан-Бей (Флорида)
Пе́ликан-Бей (англ. Pelican Bay) — статистически обособленная местность, расположенная в округе Коллиер (штат Флорида, США) с населением в 5686 человек по статистическим данным переписи 2000 года.

## География
По данным Бюро переписи населения США статистически обособленная местность Пеликан-Бей имеет общую площадь в 8,81 квадратных километров, из которых 8,29 кв. километров занимает земля и 0,52 кв. километров — вода. Площадь водных ресурсов округа составляет 5,9 % от всей его площади.
Статистически обособленная местность Пеликан-Бей расположена на высоте 4 м над уровнем моря.

## Демография
По данным переписи населения 2000 года в Пеликан-Бей проживало 5686 человек, 2166 семей, насчитывалось 3005 домашних хозяйств и 5738 жилых домов. Средняя плотность населения составляла около 645,4 человек на один квадратный километр. Расовый состав населённого пункта распределился следующим образом: 99,21 % белых, 0,09 % — чёрных или афроамериканцев, 0,04 % — коренных американцев, 0,47 % — азиатов, 0,12 % — представителей смешанных рас, 0,07 % — других народностей. Испаноговорящие составили 0,91 % от всех жителей статистически обособленной местности.
Из 3005 домашних хозяйств в 3,5 % воспитывали детей в возрасте до 18 лет, 70,0 % представляли собой совместно проживающие супружеские пары, в 1,5 % семей женщины проживали без мужей, 27,9 % не имели семей. 25,6 % от общего числа семей на момент переписи жили самостоятельно, при этом 16,6 % составили одинокие пожилые люди в возрасте 65 лет и старше. Средний размер домашнего хозяйства составил 1,84 человек, а средний размер семьи — 2,12 человек.
Население статистически обособленной местности по возрастному диапазону по данным переписи 2000 года распределилось следующим образом: 3,4 % — жители младше 18 лет, 0,7 % — между 18 и 24 годами, 4,2 % — от 25 до 44 лет, 33,9 % — от 45 до 64 лет и 57,8 % — в возрасте 65 лет и старше. Средний возраст жителей составил 67 лет. На каждые 100 женщин в Пеликан-Бей приходилось 84,5 мужчин, при этом на каждые сто женщин 18 лет и старше приходилось 84,0 мужчин также старше 18 лет.
Средний доход на одно домашнее хозяйство статистически обособленной местности составил 102 762 доллара США, а средний доход на одну семью — 127 920 долларов. При этом мужчины имели средний доход в 0 долларов США в год против 44 286 долларов среднегодового дохода у женщин. Доход на душу населения статистически обособленной местности составил 102 762 доллара в год. 1,9 % от всего числа семей в населённом пункте и 2,8 % от всей численности населения находилось на момент переписи населения за чертой бедности, при этом из них были моложе 18 лет и 1,6 % — в возрасте 65 лет и старше.